# Grafendorf (Rudelzhausen)
Grafendorf ist ein Gemeindeteil und eine Gemarkung der Gemeinde Rudelzhausen im Landkreis Freising (Oberbayern). Das Kirchdorf liegt in der Hallertau, dem wichtigsten Hopfenanbaugebiet Deutschlands, und zählte Anfang 2021 107 Einwohner.

## Geschichte
Um 1500 wird eine Ortskapelle in Grafendorf errichtet. Der Ort Grafendorf gehörte zum Rentamt Landshut und zum Landgericht Moosburg des Kurfürstentums Bayern. Im Zuge der Verwaltungsreformen in Bayern entstand mit dem Gemeindeedikt von 1818 die Gemeinde Grafendorf. Am 1. Juli 1972 wurden die bis dahin selbständigen Gemeinden Grünberg und Teile der Gemeinde Berg in die Gemeinde Enzelhausen eingegliedert.
Grafendorf, Tegernbach und Teile der aufgelösten Gemeinde Enzelhausen wurden schließlich am 1. Mai 1978 zur neuen Gemeinde Rudelzhausen zusammengefasst.

## Baudenkmäler
Die Katholische Filialkirche St. Peter, die zur Pfarrei Hebrontshausen zählt, ist ein kleiner barocker Saalbau mit polygonalem Chor, angefügter Sakristei und Chortürmchen mit Zwiebelhaube von 1708.

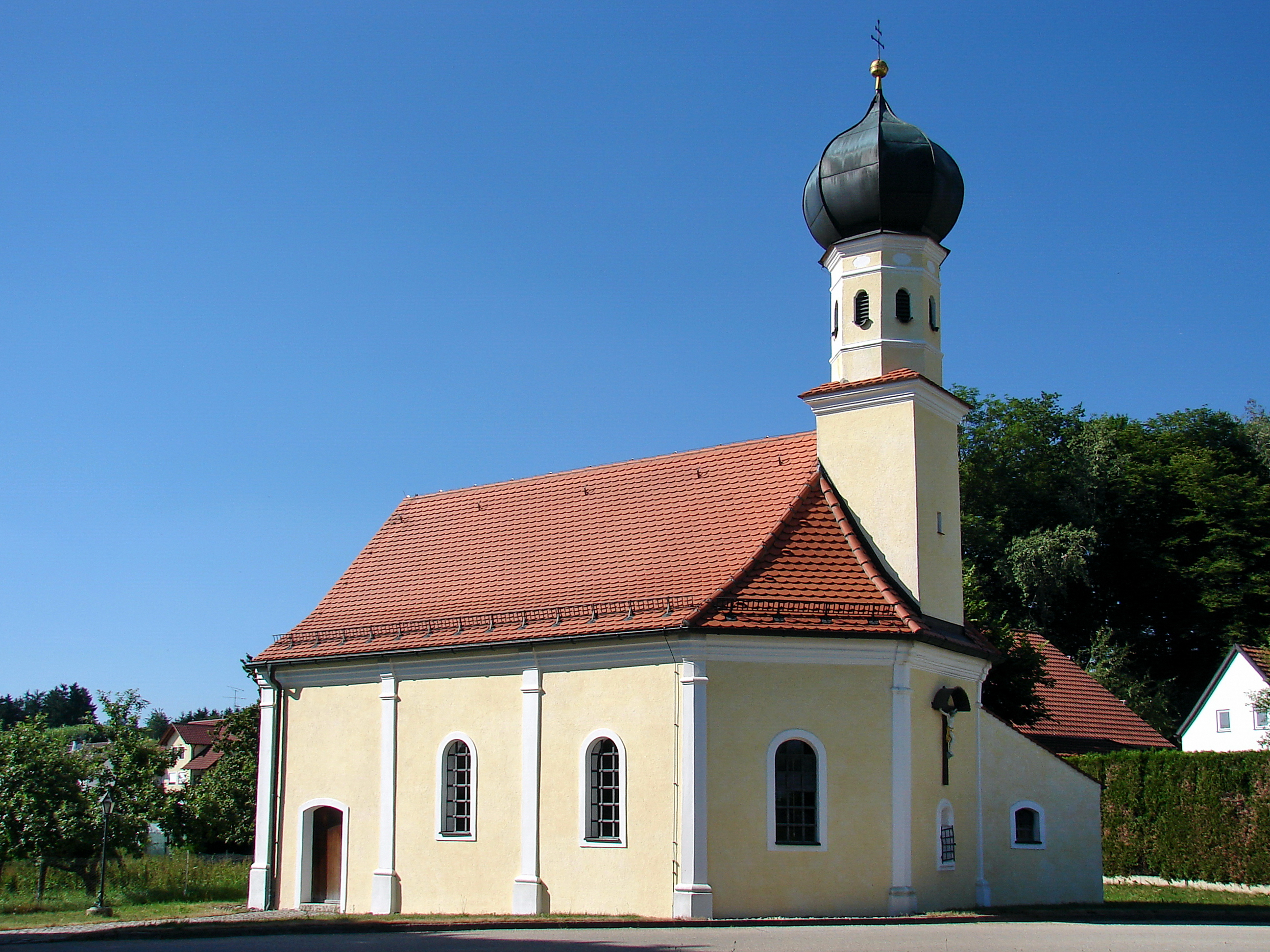
Kirche St. Peter in Grafendorf

## Wirtschaft und Infrastruktur
Der typische ländliche Charakter zeigt sich vor allem durch die zahlreichen umliegenden Hopfengärten im tertiären Hügelland.